# Marco Schneuwly
Marco Schneuwly (Wünnewil, 27 maart 1985) is een Zwitsers voetballer die bij voorkeur als aanvaller speelt. Hij tekende in 2014 bij FC Luzern. Zijn jongere broer Christian Schneuwly komt uit voor FC Thun.

## Clubcarrière
BSC Young Boys haalde Schneuwly in 2002 weg bij FC Fribourg. In 2006 leende de club hem om wedstrijdervaring op te doen uit aan FC Sion en SC Kriens. In 2012 trok de Zwitser naar FC Thun. In 2014 tekende hij een driejarig bij FC Luzern. Op 20 juli 2014 debuteerde de linkspoot voor zijn nieuwe club in de competitiewedstrijd tegen FC Sion. Bij zijn debuut was Schneuwly meteen trefzeker voor zijn nieuwe club.

## Interlandcarrière
In 2002 won Marco Schneuwly met Zwitserland –17 het Europees kampioenschap voor spelers onder 17 jaar in Denemarken. In de finale werd Frankrijk –17 verslagen na strafschoppen.